# Christoph vom Hagen
Christoph vom Hagen, auch Christoph von Hagen (* 1592; † 1655), war ein deutscher Bergbauunternehmer und Besitzer des Stadtschlosses in Eisleben.

## Leben
Hagen stammte aus einem Eichsfelder Adelsgeschlecht, dessen Vertreter sich selbst vom Hagen schrieben, aber meist als von Hagen bezeichnet wurden. Er erhielt den Vornamen seines Großvaters Christoph von Hagen, der hochfürstlicher Landrat des Erzbistums Magdeburg in Quedlinburg war. Sein Vater war der Bergbauunternehmer Otto vom Hagen. Seine Mutter war Elisabeth vom Hagen geborene von Hoym, Witwe des Kurt von Schwichelt.
Christoph vom Hagen wuchs in Quedlinburg und in Berga auf, wo sein Vater tätig war. Dieser hatte ab 
dem Jahre 1612 nach und nach zahlreiche Bergwerke im Südharz und in der Goldenen Aue erworben. Speziell für die Bergwerke seines Vaters am Kyffhäuser und an der Rothenburg erließ der Kurfürst Johann Georg I. von Sachsen am 9. Juni 1620 eine eigene Bergordnung.
Als der Vater 1626 starb, fielen an ihn als einzigem Sohn dessen Lehngüter und auch die Bergwerke zu. So führte Christoph vom Hagen die Montanunternehmen seines Vaters weiter und hielt sich in dieser Zeit meist auf seinem Gut in Berga auf.
Enorme Kostensteigerungen führten dazu, dass Otto vom Hagen bei Kurfürst Johann Georg I. von Sachsen vorstellig wurde und ihm im Jahre 1622 seine Bergwerke zum Kauf anbot. Dabei benannte Otto vom Hagen jedoch einen derart hohen Preis, dass der Kurfürst dankend ablehnte. Er erließ ihn jedoch die Zahlung des Bergzehnts und bestand nur auf den zwanzigsten Anteil. Christoph vom Hagen erneuerte das Verkaufsangebot der Bergwerke am Kyffhäuser und an der Rothenburg an den Kurfürsten. Doch auch bei ihm lehnte der Kurfürst einen Ankauf ab.
Zusätzlich fiel an ihn im Jahre 1630 als alleinigen Besitzer das frühere Stadtschloss der Mansfelder Grafen (Linie Hinterort) in Eisleben.

## Familie
Christoph vom Hagen heiratete Maria geborene von Gadenstedt, die am 25. Juli 1596 geboren wurde. Mit ihr hatte er den gemeinsamen Sohn Heinrich vom Hagen, der die väterlichen Besitzungen erbte und in schwedische Kriegsdienste trat.